# Furodon
Furodon — вимерлий рід гієнодонтів, що населяв Північну Африку в еоценову епоху. Це монотипний рід, який містить вид F. crocheti. Викопні рештки F. crocheti відомі з Алжиру та Тунісу.